# 威廉·古斯特洛夫號郵輪
威廉·古斯塔夫號（德語：Wilhelm Gustloff）是一艘納粹德國远洋班轮，由布羅姆與沃斯船塢（Blohm + Voss）所建造，她的名字是來自納粹黨瑞士分部的領袖威廉·古斯特洛夫，於1937年5月5日下水。在二戰末期，此船用來載運遭蘇聯紅軍圍困在東普魯士的德國人（包括平民及少數官兵），最後在1945年1月30日於波羅的海被蘇軍潛艇發射三枚魚雷擊沉。遇難人數估計由5,300至9,931人不等，超過泰坦尼克号的傷亡人數六倍，成為歷史上遇難人數最多的海難。湊巧的是，當天正是威廉·古斯特洛夫50歲冥壽，也是希特勒上台的12週年。

## 作为远洋班轮
這艘船原是作為納粹德國“力量来自欢乐”组织（Kraft durch Freude，缩写KdF，一个專責為工人提供文娛康樂活動的工會組织）的郵輪，價值約為二千五百萬帝國馬克（RM）。直至1939年為止，威廉·古斯特洛夫號是KdF的班轮隊的旗艦。

### 德奧合併
1938年4月8日，威廉·古斯特洛夫號班轮在呂貝（Lübbe）船长的指挥下离开汉堡前往英格兰，在那里她在蒂尔伯里离岸5.6公里（3海里）处抛锚，以便留在国际水域。这使她能够充当居住在英国的德国和奥地利公民的浮动投票站，他们希望就即将举行的德国与奥地利统一的公民投票进行投票。4月10日期间，1,172名德国人和806名奥地利选民在蒂尔伯里码头之间被运送到船上，1,968票支持，10票反对德奧合併。投票结束后，威廉·古斯特洛夫號于4月12日启程前往汉堡。

### 西班牙內戰
1939年5月20日至6月2日期间，威廉·古斯特洛夫號受托參與了西班牙內戰的人員轉移。在西班牙内战中弗朗西斯科·佛朗哥将军领导的国民党军队取得胜利后，她与其他KdF的七艘船一起将秃鹰军团从西班牙运回德国。
从1938年3月14日到1939年8月26日，这艘船共搭载了80,000多名乘客，进行了60次环游欧洲的航行。

## 軍事生涯

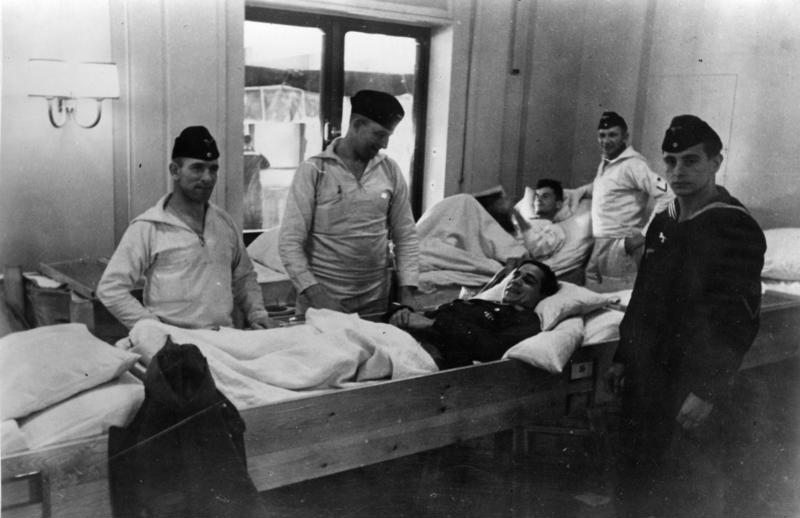
1940年7月，納爾維克戰役，威廉·古斯特洛夫號郵輪作為傷員運輸工具

1939年9月，納粹德國開始對歐洲各國發動侵略，威廉·古斯特洛夫號被軍隊徵用作醫療船至1940年11月。之後這艘船被用作運兵船，負責運載U-潛艇的見習乘員到東普魯士但澤灣（Bay of Danzig，現波蘭格但斯克灣（Bay of Gdańsk））畔的哥德哈芬港（Gotenhafen，現波蘭格丁尼亞（Gdynia））接受訓練。 
从1939年9月到1940年11月，威廉·古斯特洛夫號担任医院船，正式命名为D號医院船（Lazarettschiff D）。从1940年11月20日开始，医疗设备从船上移走，她从医院船颜色重新涂上白色和绿色条纹以符合标准海军灰。由于盟军封锁德国海岸线，她被用作格丁尼亚港（在但澤附近）第2潜艇训练师（2.Unterseeboot-Lehrdivision）大约1,000名U型潜艇学员的军营船。威廉·古斯特洛夫號在那里停留了四年多。
1945年初，德國在東普魯士戰場節節敗退，不得不發動大規模撤退和疏散的汉尼拔行动。作为汉尼拔行动的一部分，威廉·古斯特洛夫號重新开始运送平民和军事人员。

## 沉沒

### 最後一程

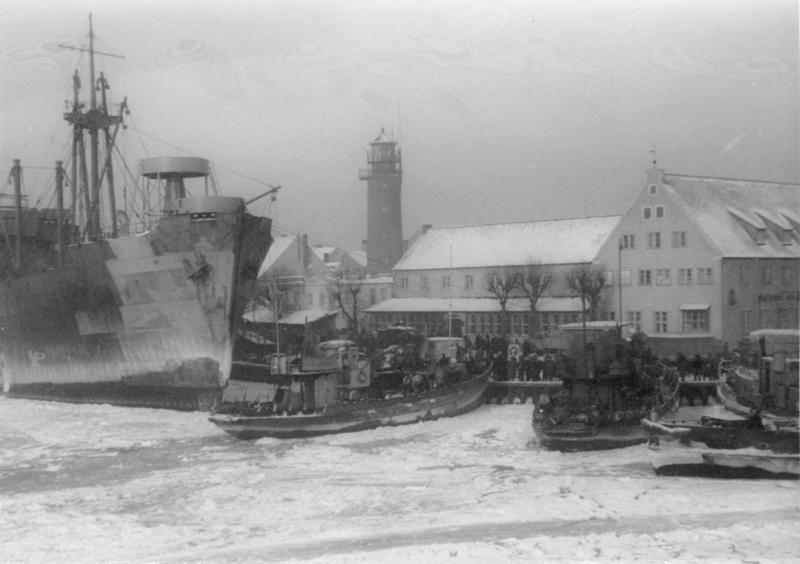
在東普魯士，人們不惜一切代價試圖前往海港。逃離波羅的海似乎是最後的救贖機會。圖為皮勞港的難民，1945 年1月26日

威廉·古斯特洛夫號最後的任務是由哥德哈芬港各撤離德國平民、傷兵及海員經波羅的海返回德國基爾港，船上已登記的海員及乘客總數是6,050人，但這數字並未計算沒有紀錄的數千名難民。海因茨·申恩於1980及1990年代對威廉·古斯特洛夫號沉沒事件作出過深入的研究，結論出當時船上搭載著173名船員（海軍武裝輔助隊）、918名第二潛艇訓練師（2.Unterseeboot-Lehrdivision）的士官及士兵、373名女性海軍醫護人員、162名受重傷的士兵及8,956名難民（當中只有4,424名難民有紀錄），合共10,582人。這艘船本來的設計只能搭載2,000人以下，但是在充分利用所有船上的公共空間及遊樂設施後，就可以搭載上述人數作短程航行。也就是因為空間有限，船上不能帶太多救生設備，數量只夠少過半數人使用。

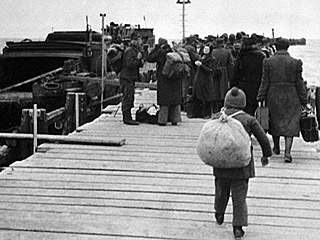
難民撤離

1945年1月30日的早上，威廉·古斯特洛夫號離開格丁尼亞港，隨行的船隻有滿載難民的漢薩號郵輪（Hansa）和兩艘魚雷艇。漢薩號和其中一艘魚雷艇發生故障後不能繼續航行，只剩下另外一艘魚雷艇獅子號（Löwe）負責護送威廉·古斯特洛夫號。船上有四位船長，其中三位是民航船長，一位是海軍船長，他們在決定航線上意見出現分歧。曾當潛艇乘員的威廉·扎恩海軍中尉（Lieutenant Commander Wilhelm Zahn）建議把船駛在近岸的淺水中並關掉所有燈火，以避免受蘇軍潛艇伏擊；經驗較豐富的總船長弗德里希·彼德遜（Friedrich Petersen）則持不同看法，決定把船駛出深水區。當他從無線電得知德國掃雷艦正迎面駛來時，彼德遜決定開啟船上紅綠兩色的導航燈以避免相撞。但這個錯誤的決定使威廉·古斯特洛夫號的位置在夜間暴露出來。
由馬連尼斯高領導的蘇軍S级潛艇S-13在德軍忽略下冒險駛到但澤灣找尋建功的好機會，果然讓他在格羅森多夫（德語：Großendorf，也就是今日的弗瓦迪斯瓦沃沃）及黎巴（德語：Leba，今名韋巴）之間離岸30公里的海面上發現了威廉·古斯特洛夫號和獅子號的行蹤，在當地時間晚上九時（UTC+1），希特勒在電台上發表執政12週年的演講完結不久後，馬連尼斯高下令向他以為是軍艦的威廉·古斯特洛夫號發射四枚魚雷，四枚魚雷分別以俄文寫上：
- 「為了祖國」（俄语：За Родину）
- 「為了史太林」（俄语：За Сталина）
- 「為了蘇聯人民」（俄语：За советский народ）
- 「為了列寧格勒」（俄语：За Ленинград）

除了寫上「為了史太林」的一枚魚雷卡在發射管外，其餘三枚全部命中目標。第一枚擊中左舷的船頭，第二枚鑽進位於船身中間的游泳池，第三枚擊中尾部的發動機房，爆炸點附近的乘客即時喪命，包括擠在游泳池的女性醫護人員，而船上其他乘客都聽到響亮的爆炸聲。隨之而來的，是船上乘客的驚惶失措。有些難民紛紛湧向救生艇及爭奪救生衣，在混亂中有些救生設備掉下海去。有些人被湧入的海水溺死，有些是因為發生恐慌時在樓梯裡或甲板上遭踩死或壓死，也有些乘客跳進冰冷的海水裡凍斃。一月份的波羅的海水溫平均是攝氏4度，但當天是特別嚴寒的一天，氣溫只有攝氏-10至-18度，海面上有浮冰。有報告指出一些兒童及嬰孩在混亂中與家人失散，也有一些兒童因穿上不合身的成人救生衣而導致在水中頭下腳上，最後溺斃。
被魚雷擊中50分鐘後，威廉·古斯特洛夫號終於沉入45米深的海底。之後，德軍方面派出艦艇進行搜救，以下是獲艦艇救起的生還者數字：
| 搜救艦艇                  | 獲救人數 |
| ------------------------- | -------- |
| 魚雷艇 T-36               | 564      |
| 魚雷艇獅子號（Löwe）      | 472      |
| 掃雷艦 M387               | 98       |
| 掃雷艦 M375               | 43       |
| 掃雷艦 M341               | 37       |
| 汽船哥丁根號（Gottingen） | 28       |
| 魚雷回收艇 TF19           | 7        |
| 貨輪哥特蘭號（Gotland）   | 2        |
| 巡邏艇 1703               | 1        |
| 總數                      | 1252     |

以上是海恩茨·熊恩研究得出的數字，從而推算出是次海難死亡的人數大約9,330人，成為世界航海史上最嚴重的海難。
艾雲·卡比斯（Irwin Kappes）在《The Greatest Marine Disaster in History... and why you probably never heard of it》一書中提到威廉·古斯特洛夫號當時載著超過6,000名乘客。事發15分鐘後，魚雷艇獅子號趕到並盡量把生還者救起。本身載著1,500名難民的郵輪希柏上將號（Admiral Hipper），船長漢尼希斯特（Henigst）接獲瞭望台報告受魚雷襲擊後，仍然選擇繼續冒險救起海面上的生還者。卡比斯並確實地指出海難中的死亡人數應為5,348，但他並沒有在書中提出有關資料來源。
申恩的研究中對死難者數目作出不同方法的估算。探索頻道節目《未解的歷史》（Unsolved History）中採用了電腦軟件maritime EXODUS根據目擊者有關船上載重密度的報告、模擬逃生路線以及沉船後隨時間過去的生還率作出分析，估算出死難人數達9,400人（以原本10,600位乘客計算）。
| 日期          | 死亡人數  | 船上人數 | 來源                                               |
| ------------- | --------- | -------- | -------------------------------------------------- |
| 1945年1月30日 |           | 4,749    | 無線電信息，Brustat-Naval 1970                     |
| 1945年        | 約4,000   |          | Ktb Seetra，Breastat-Naval 1970                    |
| 1945年2月19日 | 7,000     | 8,700    | 出版社，路透社                                     |
| 1945年2月21日 | 9,000     | 10,000   | 出版社，Gotenhafen 通訊員                          |
| 1952年        | 將近5,000 | 6,000    | 威廉·古斯特洛夫號船長的後期記憶，Schön (1952) 前言 |
| 1952年        | 5.196     | 6,100    | 沒有文獻證據的後期記憶，Schön (1952)               |
| 1964年        |           | 6,100    | Dmitriev 1964                                      |
| 1984          | 5,348人   | 6,600    | 後世記憶無文獻記載，1997年                         |
| 1999          | 9,343     | 10,582   | 沒有文獻證據的後期記憶，Schön 1999，Schön 2008     |

### 爭議
在二戰中，同盟國和軸心國都有不少搭載平民的船隻被擊沉，當中以威廉·古斯特洛夫號最為慘烈，成為歷史上死難者最多的海難。1999年諾貝爾文學獎得主君特·格拉斯於2003年4月8日紐約時報的訪問中提到，其中一個令他寫作《蟹行》的原因是他不滿一些德國人的言論，說威廉·古斯特洛夫號事件是一樁戰爭罪行。而他覺得並不如此，他認為這樁事件只是戰爭引致的悲慘結果。
甚至現在在一些德國大眾媒體中有時也會聽到這種類型的指控，但絕大多數專家，尤其是德國的專家認為，從軍事法的角度來看，威廉·古斯特洛夫號的沉沒是合法的。這一立場的理由是：
- 儘管船上有傷員，但該船沒有醫院船的官方地位，也沒有紅十字形式的適當標記；
- 許多乘客中也有不受海牙公約保護的軍人；
- 船上有高射砲形式的武器，這並不表明它是中立的；
- 波羅的海地區是德國和蘇聯的合法軍事行動區。

## 殘骸
威廉·古斯特洛夫號的沉沒位置為北緯55.07度，東經17.41度的海底（55°07′00″N 17°41′00″E / 55.11667°N 17.68333°E），於波蘭弗瓦迪斯瓦沃沃（Władysławowo）以西，韋巴（Łeba）以東，離岸30公里。沉船附近之海域被劃為戰爭紀念遺址，於波蘭航海圖上以「第73號障礙物」標示。
2006年，船上的一個鐘被打撈起來，用作波蘭一家海鮮餐廳的裝飾，之後被借到柏林的「Forced Path」展覽中展出。

## 文學影視作品
- 《夜幕降臨哥騰哈芬》（Nacht fiel über Gotenhafen），1959年根據這一悲劇拍攝的電影
- 《蟹行》（德語：Im Krebsgang，2002年），作者是1999年諾貝爾文學獎得主君特·格拉斯，這本書就是根據威廉·古斯特洛夫號事件寫作。

2008年德國電影導演約瑟夫·維爾斯麥爾根據這個歷史事件，執導了電視劇《古斯特羅夫號》，該電視劇分上下兩集，時長約3個小時。
- 《古斯特羅夫號上集》來自YouTube頻道
- 《古斯特羅夫號下集》來自YouTube頻道